# Dreiweiberner See
Der Dreiweiberner See, obersorbisch Třižonjanski jězor, befindet sich bei Lohsa in der Oberlausitz (Sachsen) und entstand durch Flutung des Braunkohletagebaus Dreiweibern, der in Bergbaukreisen auch unter dem Namen Glückauf III bekannt war. In ihm wurden in den Jahren 1984 bis März 1989 etwa 14 Mio. Tonnen Braunkohle gefördert. Seinen Namen hat der See vom Lohsaer Ortsteil Dreiweibern erhalten, der am nördlichen Seeufer liegt.
Das im Tagebaurestloch gestaute Gewässer ist die Kleine Spree. Die Flutung begann am 8. Juli 1996. Im Jahr 2002 hatte der See dann seinen endgültigen, stabilen Wasserstand erreicht und wurde im Jahr 2005 für Badegäste freigegeben. Am 2. Mai 2009 wurde der See von der Lausitzer und Mitteldeutschen Bergbau-Verwaltungsgesellschaft (LMBV) an die Gemeinde Lohsa übergeben.
Der See gehört zum Lausitzer Seenland. Sandstrände entstanden an der Südseite in der Nähe von Lohsa und nordwestlich bei Weißkollm. Weitere Strände sind nicht geplant. Im See sind seit 2008 16 verschiedene Fischarten nachgewiesen. Einige ausgewählte Bereiche wurden für den Angelsport reserviert. Der See und sein Umfeld bleiben aber weitgehend dem Naturschutz erhalten. Darüber hinaus kommt dem See, zusammen mit dem Speicherbecken Lohsa II, die wasserwirtschaftliche Regulierung der kleinen Spree zu. Das geschah vorher durch die Grundwasserpumpen der umliegenden Tagebaue. So kann sich der Wasserspiegel der beiden Seen zukünftig um bis zu 7 m verändern. Bei einem Speicherraum von 35 Mio. m³ beträgt die im See nutzbare Wassermenge ca. 5 Mio. m³.